# تسوتسوی ساداتسوگو
تسوتسوی ساداتسوگو (انگلیسی: 筒井 定次Tsutsui Sadatsugu) (۱۵۶۲ – ۱۶۱۵ میلادی) یک سامورایی و یکی از دایمیوهای مسیحی در دوره سنگوکو و اوایل دوره ادو بود.